# Сонита Ализадех
Сонита Ализадех (енгл. Sonita Alizadeh; рођена 1996) је авганистичка реперка и активисткиња која се противи принудним браковима. Ализадех је први пут привукла пажњу када је објавила видео Невесте на продају, у којем приказује како породице продају своје ћерке. То је урадила како би избегла брак који су за њу њени родитељи планирали. Након што је објавила видео на Јутјубу, Сонити је понуђена студентска виза и финансијска помоћ ако дође да студира у Сједињеним Америчким Државама, где се преселила из Ирана и од тада тамо борави.

## Детињство и младост
Одрасла је у Херату, у Авганистану, под влашћу талибана. Њена породица је размишљала да је прода када је имала десет година. Сонита је признала да у то време није потпуно разумела шта то значи. Уместо ње, њена породица је побегла у Иран како би избегла талибане. Тамо је Ализадех чистила купатила, док је сама учила читање и писање. У то време, открила је иранску и америчку реп музику. Инспирисана њиховом музиком почела је да пише сопствене песме. Године 2014. Сонита се пријавила на такмичење у САД и написала је песму како би Авганистанци гласали на њиховим изборима. Освојила је награду од 1.000 долара коју је послала својој мајци која се вратила у Авганистан.

## „Невесте на продају"
Убрзо након победе на такмичењу, Ализадехина мајка је рекла да је пронашла мушкарца који ће је купити. Имала је 16 година. Њена мајка је покушавала да заради мираз од 9.000 долара како би старији брат могао да купи младу, а мислила је да може добити најмање 9.000 долара продајом сопствене ћерке. Након што је режисер документарног филма Сонита платио 2.000 долара Сонитиној мајци и тражио шест месеци времена за Сониту, написала је „Невесте на продају", а он је снимио музички спот, који је стекао велику међународну пажњу. Видео није био популаран само код жена у Авганистану, већ је привукао пажњу непрофитне групе, која је позвала Ализадех у САД.

## Садашњост
Ализадех тренутно живи у Њујорку и похађа Бард колеџ. Поред похађања наставе, пише песме. Документарни филм под називом Сонита премијерно је приказан на Међународном фестивалу у Амстердаму у новембру 2015.
Филм је добио позитивне критике. Ушао је у филмски фестивал Санденс и добио је награду великог жирија Светске кинематографије за документарни филм. Такође је приказан на Међународном филмском фестивалу у Сијетлу 2016. године.